# Karviná hlavní nádraží
Karviná hlavní nádraží (pol. Karwina Główna) – stacja kolejowa w Karwinie, w kraju morawsko-śląskim, w Czechach przy ulicy Nádražní 695/7. Znajduje się na wysokości 211 m n.p.m.

## Historia
Stacja została otwarta 26 maja 1963 roku na nowym przebiegu linii kolejowej nr 320. Pierwotnie karwiński dworzec główny znajdował się w dzisiejszej dzielnicy Doły i był połączony z pobliskimi miejscowościami tramwajami. Dopiero wskutek działalności górniczej z powodu tragicznego stanu torowiska, zdecydowano się na zmianę lokalizacji głównego dworca w Karwinie. Wówczas wybudowano nowy dworzec w tzw. stylu brukselskim.
W 2007 roku budynek dworca został zmodernizowany, stacja posiada trzy perony połączone przejściem podziemnym. Na dworcu umieszczono obszerną poczekalnię, kasy biletowe, informację oraz sklepy i bufety.